# Wright R-540
Wright R-540 Whirlwind ist eine Baureihe von luftgekühlten Fünfzylindersternmotoren für Flugzeuge, die vom US-amerikanischen Hersteller Wright Aeronautical, einem Tochterunternehmen von Curtiss-Wright, gebaut wurde. Die Motoren hatten einen Hubraum von 8850 cm³ und Leistungen zwischen 165 PS (121 kW) und 175 PS (129 kW). Damit sind sie die kleinsten Modelle der Whirlwind-Motorenfamilie.
Der Wright R-540 ist nicht zu verwechseln mit dem ähnlichen Kinner R-540 der Kinner Airplane & Motor Corporation.

## Entwicklung und Konstruktion
Wright führte die J-6-Whirlwind-Baureihe 1928 als Nachfolger der neunzylindrigen R-790-Baureihe ein. Sie beinhaltet Modelle mit fünf, sieben und neun Zylindern. Das Fünfzylindermodell wurde ursprünglich als J-6 Whirlwind Five (kurz: J-6-5) bezeichnet. Die US-Regierung gab dem Motor jedoch die Bezeichnung R-540, die später von Wright übernommen wurde.
Wie alle Modelle der J-6-Whirlwind-Baureihe verfügt auch der R-540 über größere Zylinder als der R-790. Der Hub blieb zwar mit 5,5 in (139,7 mm) unverändert, aber die Zylinderbohrung wurde von den 4,5 in (114,3 mm) des R-790 auf 5,0 in (127 mm) erweitert. Während der R-790 ein reiner Saugmotor ist, verfügt der R-540 wie andere J-6-Motoren über einen Ladekompressor.
Wright veränderte den R-540 sukzessive und bezeichnete die verschiedenen Versionen mit angehängten Buchstaben. So leistete zum Beispiel der R-540A 165 PS (121 kW) während der R-540E von 1931 durch überarbeitete Zylinderköpfe über eine Leistung von 175 PS (129 kW) verfügt. Wright benannte die Motoren auch zeitweise nach ihren Leistungen, beispielsweise Whirlwind 165 oder Whirlwind 175.
Der Motor wurde in Lizenz auch in Spanien als Hispano-Suiza 5Q und Hispano-Wright 5Q gebaut.

## Einsatzhistorie
Der R-540 war das kleinste und schwächste Modell der Whirlwind-Familie und für den Einsatz in Kleinflugzeugen vorgesehen. Eines der beliebteren Flugzeuge, in denen er eingesetzt wurde, war die Curtiss Robin, ein kleines, ziviles Universalflugzeug. Des Weiteren wurde er in einigen Prototypen von militärischen Schulflugzeugen der US-Army eingesetzt, die aber nicht in Serienproduktion gingen.
Zunächst verkaufte sich der R-540 mit über 400 gebauten Einheiten allein 1929 gut.
Mit Beginn der Weltwirtschaftskrise jedoch brachen die Absatzzahlen ein und während der folgenden acht Jahre wurden nur noch einhundert weitere Exemplare gebaut. Wright stellte die Produktion der Fünfzylinder-Whirlwinds schließlich 1937 ein und konzentrierte sich auf den Bau größerer Motoren. Damit überließ es das Geschäft mit kleineren Sternmotoren Herstellern wie Kinner und Warner.
Da R-540-Motoren ausschließlich in Kleinflugzeugen eingesetzt wurden, wurden sie nicht oft für bahnbrechende Flüge verwendet. Es gibt jedoch einige nennenswerte Ausnahmen, die auf den guten Ruf der Motoren bezüglich ihrer Zuverlässigkeit zurückzuführen sind. Im Jahr 1935 stellten die Brüder Al und Fred Key mit 653 Stunden und 24 Minuten einen neuen Dauerflugrekord in einer Curtiss Robin J-1 auf, indem sie zwischen dem 4. Juni und dem 1. Juli über Meridian in Mississippi im Kreis flogen. Das Flugzeug wurde dabei in der Luft aufgetankt und mit Vorräten beladen. Des Weiteren konnten die Piloten einfache Wartungsarbeiten ausführen, indem sie sich auf einem kleinen Steg zwischen der Kabine und dem Motor bewegten. Auch Douglas „Wrong-Way“ Corrigans Curtiss Robin, mit der er seinen berühmten Transatlantikflug von New York City nach Dublin am 17. und 18. Juli 1938 durchführte, wurde von einem R-540 angetrieben.

## Verwendung
- Curtiss Robin J-1
- Curtiss-Wright CW-16
- Detroit-Parks P-2A
- Emsco B-7
- Kreider-Reisner Challenger C-4C (Fairchild KR-34C)
- General Aristocrat
- Saro Cloud
- Spartan C3-165
- Stinson Junior SM-2AA and SM-2AB
- Travel Air E-4000
- Waco BSO

## Ausgestellte Exemplare
Ausgestellte Wright-R-540-Motoren sind selten. Es existiert jedoch ein Exemplar im Strategic Air Command & Aerospace Museum in der Nähe von Ashland in Nebraska. Ein weiteres ist im Shannon Air Museum in Fredericksburg, Virginia ausgestellt.